# Juan Manuel Torres
Pour le footballeur, voir Juan Manuel Torres (football).
Pour les articles homonymes, voir Manuel Torres.
Juan Manuel Torres (né le 20 avril 1938 à Veracruz - mort le 17 mars 1980 à Mexico) était un  réalisateur et scénariste de cinéma mexicain.

## Biographie
Juan Manuel Torres fut marié à Mercedes Carreño. Il décéda en 1980 dans un accident de voiture.

## Filmographie

### Réalisateur
- 1972 : Tú, yo, nosotros
- 1973 : Diamantes, oro, y amor
- 1975 : La otra virginidad
- 1976 : La vida cambia
- 1977 : La mujer perfecta
- 1977 : El Mar

### Scénariste
- 1972 : Fin de fiesta de Mauricio Walerstein
- 1972 : Tú, yo, nosotros de lui-même
- 1975 : La Otra virginidad de lui-même
- 1976 : La vida cambia de lui-même
- 1977 : El Mar de lui-même

## Récompenses
- 1975 : Ariel d'Or aux Ariel Awards de Mexico pour La otra virginidad